# Aldeia da Mata
Aldeia da Mata is een plaats (freguesia) in de Portugese gemeente Crato en telt 482 inwoners (2001).